# Ifigenia (de la Cruz)
Ifigenia è una tragedia di Ramón de la Cruz.
Costituisce un rifacimento della secentesca Iphigénie di Jean Racine, a sua volta frutto di un rimaneggiamento dell'antico mito greco.
La tragedia di Ramón de la Cruz è dunque una doppia riscrittura, giacché prende spunto sia dall'originale classico che dalla rivisitazione di Racine. Una recente corrente di critica teatrale spagnola ha promosso una forte rivalutazione di questa tendenza alla riscrittura, in forma di tributo, che ebbe grande diffusione nel periodo neoclassico. I critici Jesùs Campos Garcìa e Jorge Màrquez hanno sottolineato l'importanza dell'Ifigenia di De La Cruz in questo contesto culturale.